# Bulbophyllum capillipes
Bulbophyllum capillipes là một loài phong lan thuộc chi Bulbophyllum.